# Jovana Stoiljković
Jovana Stoiljković (* 30. September 1988 in Belgrad, SFR Jugoslawien) ist eine serbische Handballspielerin, die dem Kader der serbischen Nationalmannschaft angehörte.

## Karriere

### Im Verein
Jovana Stoiljković lief bis zum Jahr 2009 für den serbischen Erstligisten ŽORK Napredak Kruševac auf. Daraufhin wechselte die Rückraumspielerin zum Ligakonkurrenten ŽRK Naisa Niš. Zwei Jahre später schloss sie sich ŽRK Zaječar an. Mit Zaječar gewann sie 2012 das nationale Double.
Stoiljković unterschrieb im Sommer 2012 einen Vertrag beim französischen Erstligisten Le Havre AC Handball. Nachdem Stoiljković zwei Spielzeiten später zum Ligakonkurrenten Nantes Loire Atlantique Handball gewechselt war, schloss sie sich im Sommer 2017 Brest Bretagne Handball an. Mit Brest gewann sie 2018 den französischen Pokal. Seit der Saison 2019/20 steht sie beim französischen Erstligisten Chambray Touraine Handball unter Vertrag.

### In der Nationalmannschaft
Stoiljković belegte bei ihrem ersten Turnier mit der serbischen Nationalmannschaft den vierten Platz bei der Europameisterschaft 2012 im eigenen Land. Bei der im folgenden Jahr ausgetragenen Weltmeisterschaft, die ebenfalls in Serbien stattfand, gewann sie die Silbermedaille. Stoiljković gehörte, bis auf das Finale, in jeder Partie zum serbischen Aufgebot, für die sie sieben Tore erzielte. In den folgenden Jahren nahm sie regelmäßig an Welt- und Europameisterschaften teil, ohne sich jedoch für das Halbfinale qualifizieren zu können.  Im April 2023 war sie letztmals für die Nationalmannschaft aktiv.